# 吉野雅邦
吉野 雅邦（よしの まさくに、1948年3月27日 - ）は、日本の元新左翼運動家で連合赤軍の元幹部。懲役囚。

## 来歴
1948年、東京都杉並区に生まれる。父親は東京帝国大学法学部卒で、三菱地所に勤務していた。
千代田区立麹町小学校、麹町中学校から都立日比谷高校を経て、東京大学志望であったが結局一浪し二期校であった横浜国立大学経済学部に入学した。大学の混声合唱団に入り、ここでのちに内縁の妻となる女性と出会う。まもなく学生運動にも参加。1967年10月の第1次羽田闘争に中核派のシンパとしてデモ隊に加わり、山崎博昭が死亡した場所から僅か5メートルの場所で機動隊の警棒によって頭を割られ、13針を縫う重傷を負った。恋人の女性は学生運動に理解を示しながらも当初は過激な活動には批判的であった。吉野が連絡せずに1968年1月の佐世保エンタープライズ寄港阻止闘争に参加した際には、彼女は吉野の身を案じて九州まで追いかけている。このあと吉野は彼女の反対を押し切る形で中核派の同盟員となった。しかしデモでの逮捕が続き、少年鑑別所に送致されたことから活動を休止した。恋人の女性とは関係が進展するが、思考や愛情の悩みから1968年8月には自宅で自殺未遂を図っている。秋には立候補して合唱団の団長となり活動に力を入れるも、1969年に入って学生側と大学当局の対立が激化すると、再び学生運動に関心を移し、同年4月に合唱団長を辞任して退部した。
この頃から革命左派に接近し、同じ学部の闘争委員会幹部だった柴野春彦や東京水産大学の坂口弘らとも接触を持つ。6月にはかつて関与した中核派のオルグに襲撃を受け、負傷した。中核派からの活動離脱は幹部の承諾を得たものだったが、この襲撃を他の組織に傾いた自らへの制裁として容認したことが、その後の事件で落伍者・裏切り者とみなされた人物の死を認めることにつながったと後年の手紙に記している。7月には再び恋人の反対を押し切る形で、革命左派の下部組織である青年共産同盟（青共）に加わった。
8月には実家を出て東京都大田区で恋人の女性と同棲生活を始め、内縁（事実婚）の関係になるとともに、工場で働き始めた。この時までに大学も中途退学している。しかし、その直後の9月4日、愛知揆一外相訪米訪ソ阻止闘争で、坂口弘らとともに羽田空港の滑走路に火焔瓶を投げて逮捕される。妻はこの闘争への参加にも激しく反対したが、吉野の逮捕後は救援対策員として革命左派の組織に加わった。完全黙秘の後、12月下旬に保釈。完全黙秘が評価され、革命左派の正式な党員となった。裁判では懲役5年が求刑される。被告側の裁判戦術によって判決が延びる中、革命左派幹部の命で要人誘拐の準備などに当たる。
1971年2月の真岡銃砲店襲撃事件の準備を機に地下に潜伏。実行犯の一人となり、銃と弾薬を奪取する。吉野を含む襲撃事件の関係者6名は指名手配を受け、同年5月まで約3ヶ月間、札幌市で潜伏生活を送った。金銭に窮した際には、ダンスが得意で人当たりもよい吉野をすすきののホストクラブに働きに出す提案も挙がったが、実行には至らなかったという。同年8月、脱走メンバー2人を殺害する印旛沼事件に関与し、寺岡恒一らとともに直接の実行犯となっている。この「同志殺害」は幹部の永田洋子には高く評価され、革命左派から連合赤軍にかけて指導部メンバーとして遇されることとなった。札幌を出てからは関東の山地に設営された「ベース」を転々とする生活だった。
革命左派と赤軍派によって連合赤軍が結成されると、中央委員会（CC）の委員となる。序列は7位で末席であった。印旛沼事件に前後して妻は妊娠し、吉野と妻は出産する意向を永田に告げて承諾されている。1971年12月から1972年2月にかけての山岳ベース事件では、妻は幹部の森恒夫や永田らから「総括」を求められる。吉野が過激な闘争に参加するのに反対して「足を引っ張った」ことや、妊婦であることで「主婦気取りになっている」ことなどがその「理由」とされた。彼女が革命左派当時から、坂口や永田ら幹部の方針に納得できない場合ははっきりと異を唱えていたこともその背景にあった。この対応の中で、吉野を「総括」に巻き込まないため妻は「離婚」を宣言し、吉野もそれに応じている。だが、吉野は自らが「総括」対象となる怖れから妻を擁護することはできず、逆に「総括」できていることを示すため、彼女が死ぬ直前に森の指示で縛り直したり、森・永田に求められ妻の「開腹」への同意表明をした（永田ら幹部は、妻が死に至るとしても胎児は「全員のもの」として、メンバーの医学部出身者に手術で分娩させる意向を示していた）。2月4日に妻は迦葉山の「ベース」で死亡する。妻が死ぬ直前、永田は吉野に対して彼女にミルクを与えるよう指示し、吉野はこれに同意する返事をしたが、実際にはミルクを与えなかった。坂口弘はこの件を「（吉野にとって）生涯の悔いとして残った」と書き、吉野自身も後年の手紙で「二人（妻と子ども）の生命に対する思いは、かなり希薄となっていた」と振り返って「客観的には、私は彼女を自ら犠牲としながら、自己の生命を存続させたと言わざるを得ません」と記している。
2月19日、CCのナンバー3だった坂口弘を総大将格として自分を含む5人のメンバーとあさま山荘事件を起こし、管理人の妻を人質に立てこもる。2月22日に警察の包囲を突破して山荘に侵入しようとした民間人の男性（連合赤軍メンバーを説得して人質を解放する意向だった）に対して退散を促すため、山荘の天井に向けて威嚇発砲している。長野県警察機動隊に対しては、22日に強行偵察で接近した1名と28日に突入した2名の隊員に重軽傷を負わせた。また現場には吉野の両親が訪れ、交代でマイクで投降するよう呼びかけた。2月22日に母が「お母さんが撃てますか」と話した際には、「聞いておれず」母の乗る装甲車の車体に向け発砲した。2月28日に逮捕される。
取調べの最中に山岳ベース事件や印旛沼事件が発覚。これらを含めた事件については当初黙秘を続けていた。3月10日に妻の遺体が発見される。同月15日に取調室で妻と胎内にいた子ども（妊娠8ヶ月の女児だった）の遺体写真を見せられた際には「この子は死んでいない、どこかに生きている」と述べた。その8日後、「お彼岸だ。親のもとに遺体を返してやれ」と取り調べの警察官に告げられて全面的に自供し、印旛沼事件被害者2名の遺体が発見された。
刑事裁判では連合赤軍事件などで17人を殺害した被告人として起訴される。当初、森（途中で自殺）・坂口・永田・坂東國男らと統一公判で裁判に臨み、その後離脱と再参加ののち、最終的には統一公判を抜けて分離公判に回った。
1979年3月29日、検察の死刑求刑に対し、東京地方裁判所は無期懲役を言い渡した。判決では印旛沼事件での責任を重くみる一方、山岳ベース事件以降はCCとはいえ潜在的な「総括」の対象者で実質的に「兵士」に等しい立場にあったこと、あさま山荘事件ではほとんど坂口と坂東の指示に従い、銃撃での凶悪性もこの二人よりは低いことから、従犯という面が認められた。石丸俊彦裁判長は判決を読み上げた後、「裁判所は被告人を法の名において生命を奪うようなことはしない。被告人自らその生命を絶つことも、神の支えた生命であるから許さない。被告人は生き続けて、その全存在をかけて罪をつぐなってほしい。君のXさんへの愛は真実のものであったと思う。そのことを見つめ続け、彼女と子どもの冥福を祈り続けるように」と訓戒した。死刑を求めていた検察は控訴したが、1983年2月2日に東京高等裁判所は控訴を棄却。検察側が上告しなかったため無期懲役判決が確定した。17人殺人（司法の認定としては16人殺人と1人傷害致死）は無期懲役囚としては戦後日本では最悪の数字である。
1983年3月から千葉刑務所で服役する。刑務所では「あさまさん」と呼ばれており、1998年時点では高齢者や体に障害を持つ受刑者を集めた所内の工場で「計算夫」という役割（工場内での受刑者の実質的な責任者）についていた。吉野自身は「あさまさん」という呼び名について、相手が好意で呼んでいるのがわかっていても事件への感情からそれを素直に受け止められず、いささかの抵抗を覚えると1997年に両親に宛てた手紙に記している。2012年時点では、高齢者・障害者を収容する「工場」（実質は刑務所内の介護施設）での介助作業のほか、受刑者が職業訓練として受ける陶芸の指導補助をおこなっていると手記に記している。
2008年公開の映画『実録・連合赤軍 あさま山荘への道程』（若松孝二監督）で、吉野の役を演じることになった菟田高城は役作りの手がかりを求めて獄中の吉野に手紙を送り、これに対して吉野が認めた返書が映画の関連書籍『若松孝二 実録・連合赤軍 あさま山荘への道程』（朝日新聞社、2008年）に掲載された。連合赤軍事件で逮捕後、吉野が執筆した文章がそのまま彼自身の名義で公表されるのは初めてである。菟田は吉野との面会も希望していたが、吉野は「貴重な面会日を老い先短い母親のために使いたい」という理由でこれを丁重に断ったという。
2011年現在は一連の連合赤軍事件についての手記を執筆中で、有志による「連合赤軍事件の全体像を残す会」（以下「残す会」と略記）の会合においてその一部が紹介された。2013年に「残す会」の編で刊行された『証言 連合赤軍』（皓星社）には、「『省察－連合赤軍私史』稿」と題したその抄録が掲載された。また、2011年3月に「残す会」の主催で開かれた「棺を覆いて－永田洋子を送る会」には「獄中メッセージ」を寄せ、大泉康雄によって代読された（『証言 連合赤軍』に収録）。
連合赤軍事件に検事としてかかわり、退官後は弁護士として吉野の仮釈放に向けた取り組みを進める古畑恒雄は、「彼は真っすぐに走ってしまった結果、あの事件を起こした。しかしその非を十分に理解しています。出所できたら被害者遺族を訪ねあるきたいと語っています。いまのままでは、贖罪の機会もない」と2022年に述べている。報道によると吉野は2021年10月に体調を崩して、東京都昭島市にある国際法務総合センター内の東日本成人矯正医療センター（旧・八王子医療刑務所）に移送されている。あさま山荘事件から50年となる2022年2月に面会した身元引受人の古畑は、吉野が「あっという間に50年たってしまった」「今後も被害者や遺族のことを考えながらしょく罪の気持ちを持って勤めたい」と話していたと述べている。

## 吉野雅邦を描いた作品
- 映画『実録・連合赤軍 あさま山荘への道程』(2008年) - 役者:菟田高城。

- 漫画『レッド』(作者:山本直樹、2006-2018年) - 吾妻正久のモデルが、吉野雅邦。